# دهستان علی‌آباد ملک
دهستان علی‌آباد ملک نام دهستانی در بخش مرکزی شهرستان ارسنجان، استان فارس در ایران است. براساس سرشماری مرکز آمار ایران در سال ۱۳۸۵، جمعیت آن ۸۶۵۷ نفر (۲۰۹۵ خانوار) بوده‌است.